# 陽澄湖

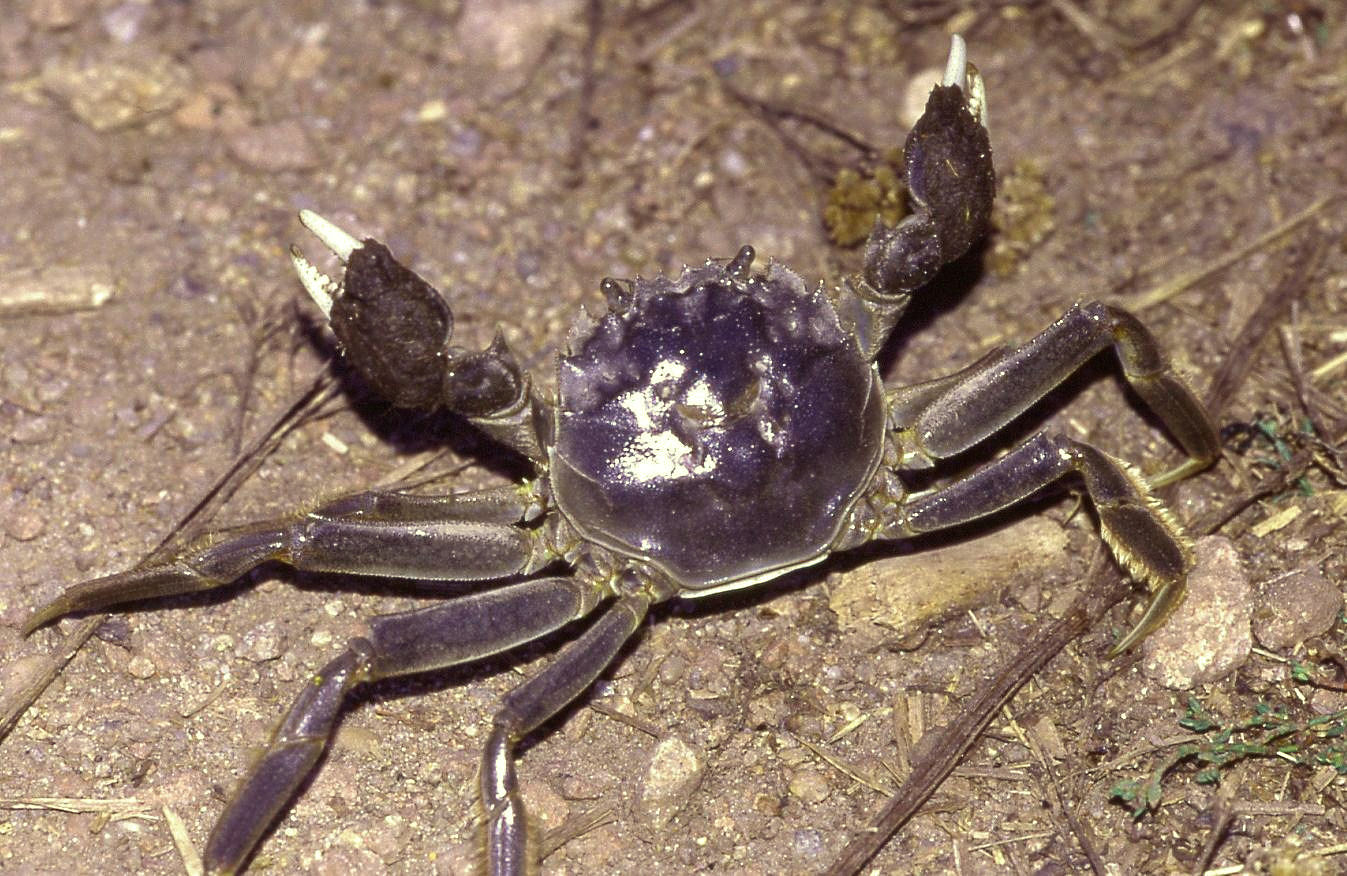
チュウゴクモクズガニ

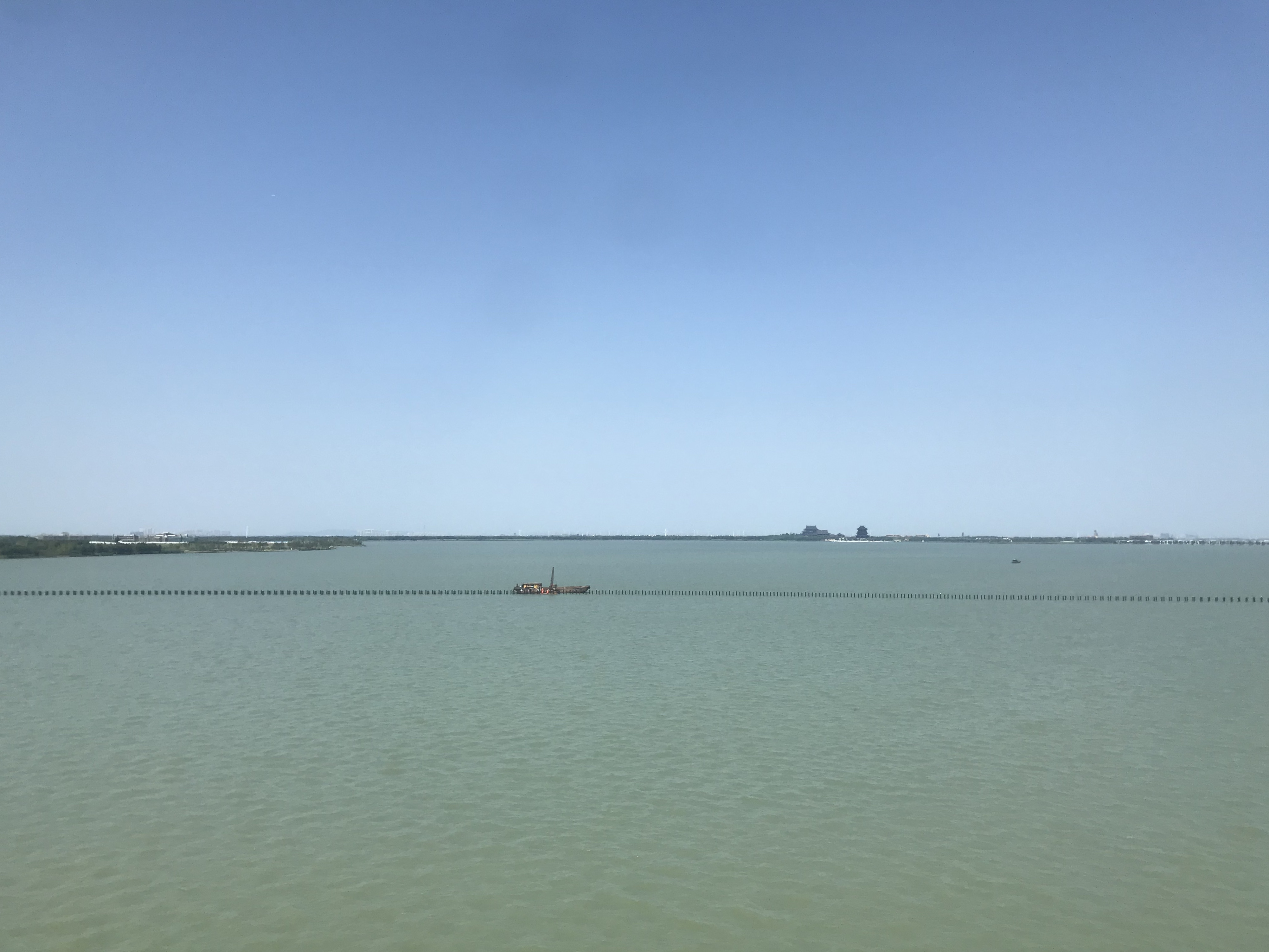
陽澄湖

陽澄湖（ようちょうこ、中文表記: 阳澄湖、拼音: YángchéngHú）は中華人民共和国江蘇省蘇州市にある淡水湖の一つ。湖の面積は119.04平方キロメートル（霞ヶ浦のおよそ70%）。蘇州市相城区、蘇州工業園区、崑山市に跨る。陽澄湖の平均水深は2メートルにも達しない。貯水量は1.67億立方メートルで、湖の形状は不規則であり、東・中・西の3箇所に分けることが出来る。
陽澄湖の水産物は多種多様であるが、とりわけチュウゴクモクズガニは最も有名であり、旬である秋には供する近辺の飲食店が大変賑わう。
また、陽澄湖は京劇『沙家浜（zh）』の故事が生まれた場所である。
座標: 北緯31度25分51秒 東経120度48分47秒 / 北緯31.43083度 東経120.81306度